# Cercopithifilaria rugosicauda
Cercopithifilaria rugosicauda är en rundmaskart. Cercopithifilaria rugosicauda ingår i släktet Cercopithifilaria, och familjen Onchocercidae. Arten är reproducerande i Sverige.